# Doridoidei
Infra-ordre
Les Doridoidei forment un infra-ordre de mollusques de l'ordre des nudibranches. Morphologiquement, on les appelle les nudibranches « doridiens ». 
Ce taxon se substitue en grande partie à celui des Doridacea.

## Caractéristiques

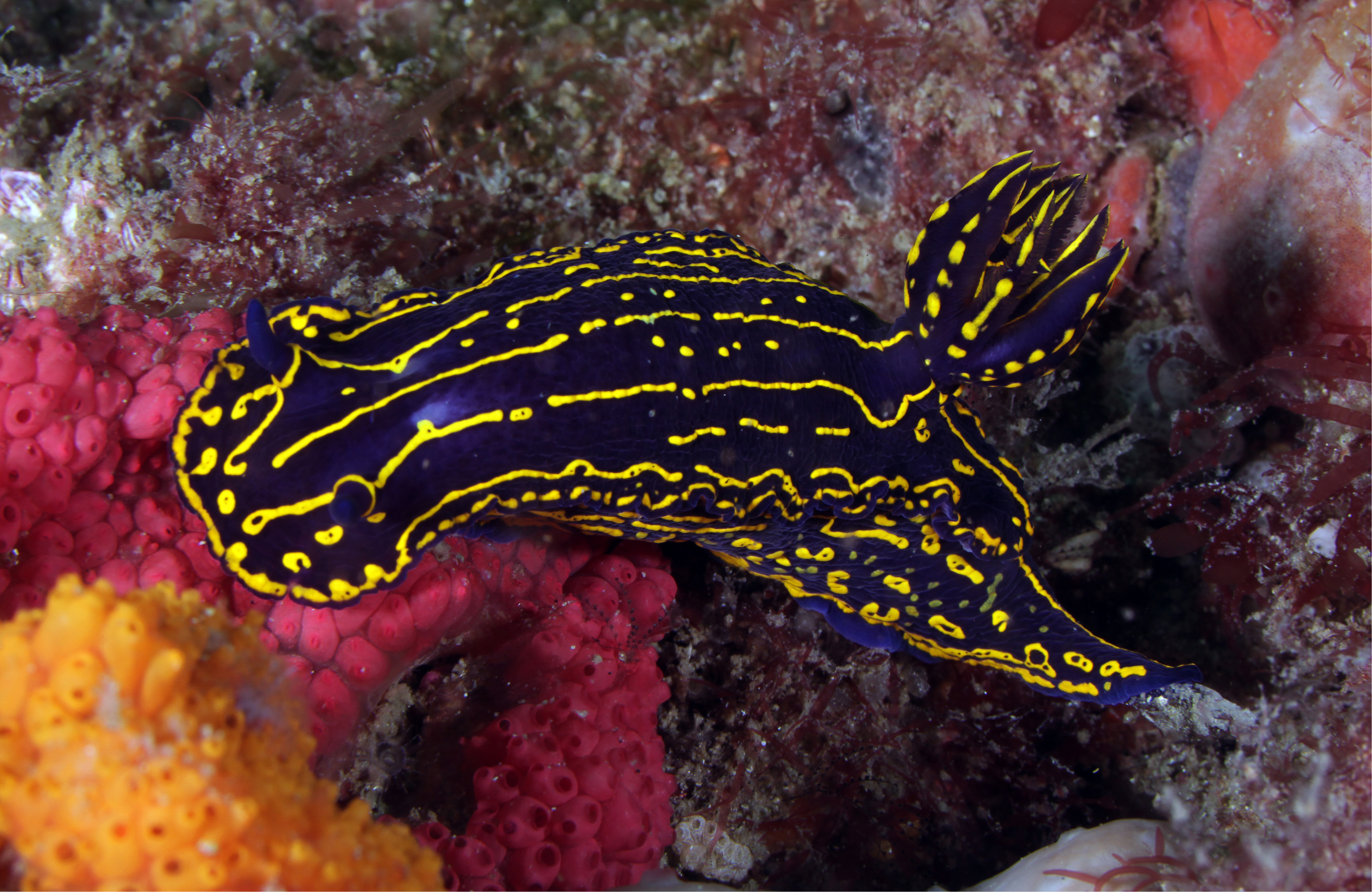
Felimare picta

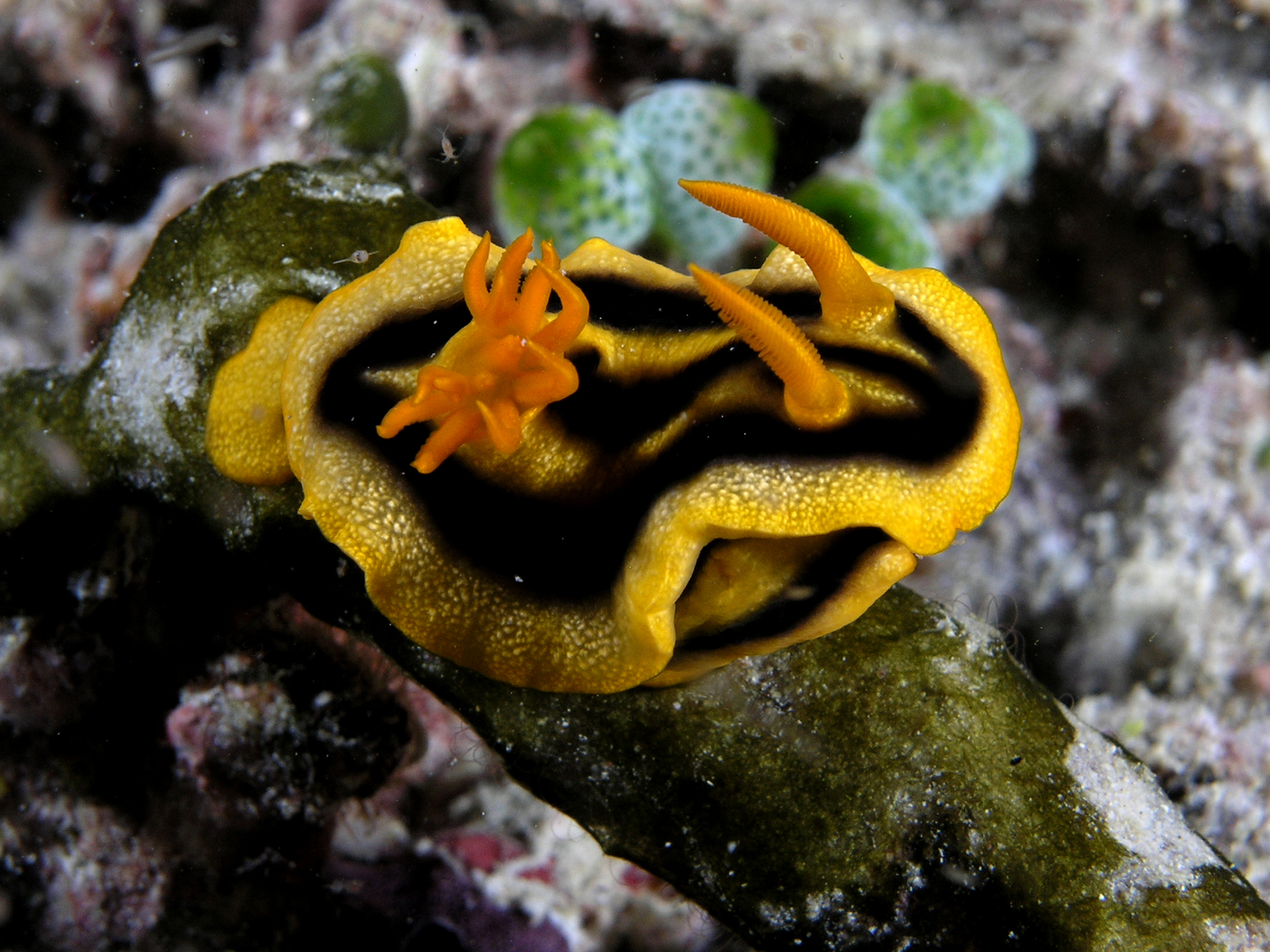
Chromodoris joshi

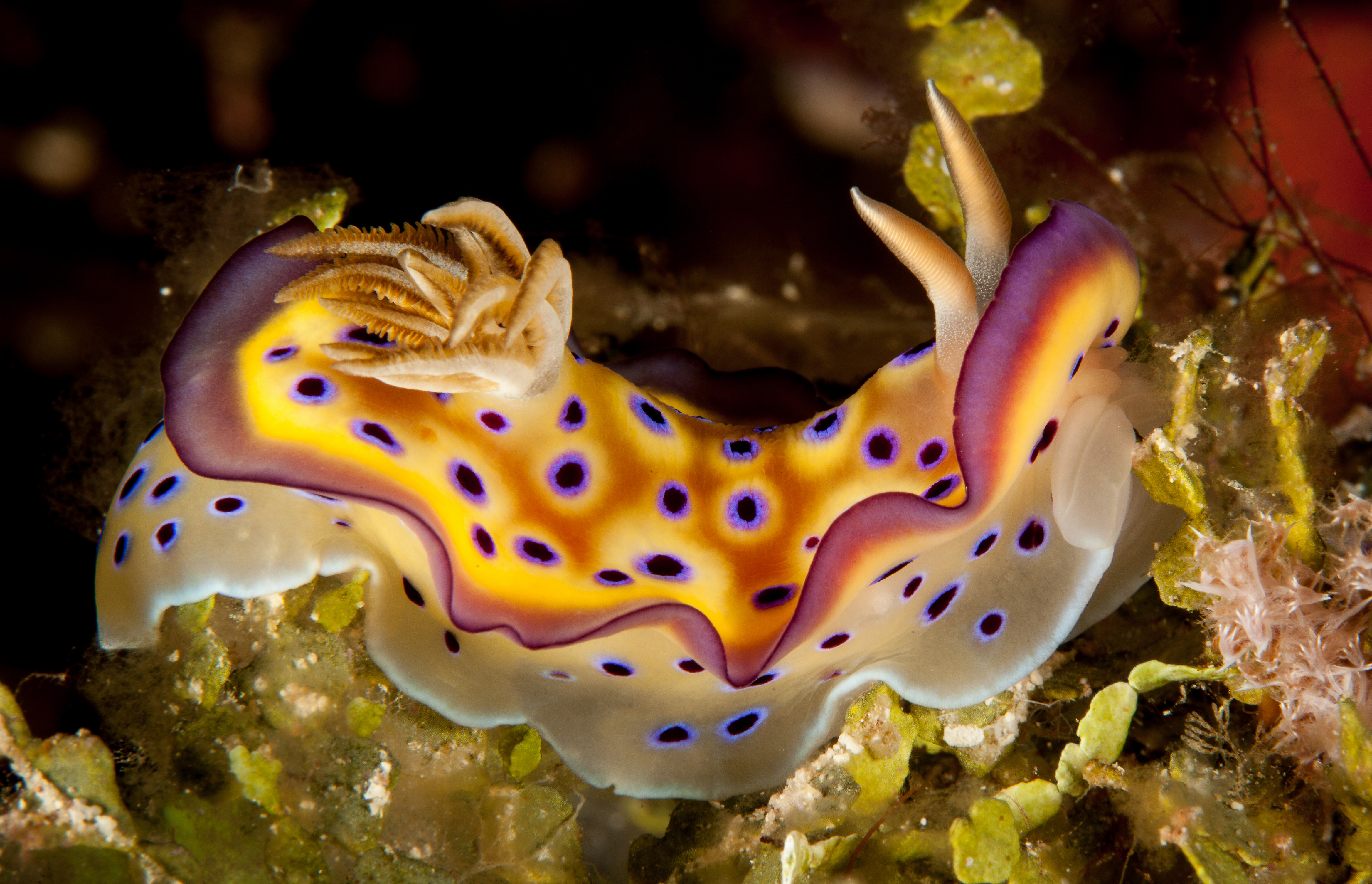
Goniobranchus kuniei

Les nudibranches doridiens ont pour la plupart le corps aplati, même si le pied peut être plus ou moins élevé ou la silhouette plus ou moins allongée. Le manteau est soutenu par des spicules calcaires, qui pallient l’absence de coquille ou de véritable squelette pour structurer l’organisme. L’anus est généralement situé en position dorso-postérieure, entouré du panache branchial. Celui-ci peut former des arborescences très importantes ou être au contraire réduit ou rétracté (invisible chez les Phyllidiidae). Ce groupe est extrêmement varié sur le plan visuel, autant en matière de taille que de formes et de couleurs.

## Classification
Selon World Register of Marine Species (14 janvier 2021) :
- super-famille Chromodoridoidea Bergh, 1891
  - famille Actinocyclidae O'Donoghue, 1929 -- 2 genres
  - famille Cadlinellidae Odhner, 1934 -- Monotypique
  - famille Cadlinidae Bergh, 1891 -- 3 genres
  - famille Chromodorididae Bergh, 1891 -- 16 genres
  - famille Hexabranchidae Bergh, 1891 -- Monotypique
  - famille Showajidaiidae Korshunova, Fletcher, Picton, Lundin, Kashio, N. Sanamyan, K. Sanamyan, Padula, Schrödl & Martynov, 2020 -- Monotypique
- super-famille Doridoidea Rafinesque, 1815
  - Discodorididae Bergh, 1891 -- 29 genres
  - Dorididae Rafinesque, 1815 -- 7 genres
- super-famille Onchidoridoidea Gray, 1827
  - famille Akiodorididae Millen & Martynov, 2005 -- 5 genres
  - famille Calycidorididae Roginskaya, 1972 -- 2 genres
  - famille Corambidae Bergh, 1871 -- 2 genres
  - famille Goniodorididae H. Adams & A. Adams, 1854 -- 8 genres
  - famille Onchidorididae Gray, 1827 -- 4 genres
- super-famille Phyllidioidea Rafinesque, 1814
  - Dendrodorididae O'Donoghue, 1924 -- 3 genres
  - Mandeliidae Valdés & Gosliner, 1999 -- 1 genre
  - Phyllidiidae Rafinesque, 1814 -- 5 genres
- super-famille Polyceroidea Alder & Hancock, 1845
  - Aegiridae P. Fischer, 1883 -- 2 genres
  - Gymnodorididae Odhner, 1941 -- 4 genres
  - Hexabranchidae Bergh, 1891 -- 1 genre
  - Okadaiidae Baba, 1930 -- 1 genre
  - Polyceridae Alder & Hancock, 1845 -- 19 genres

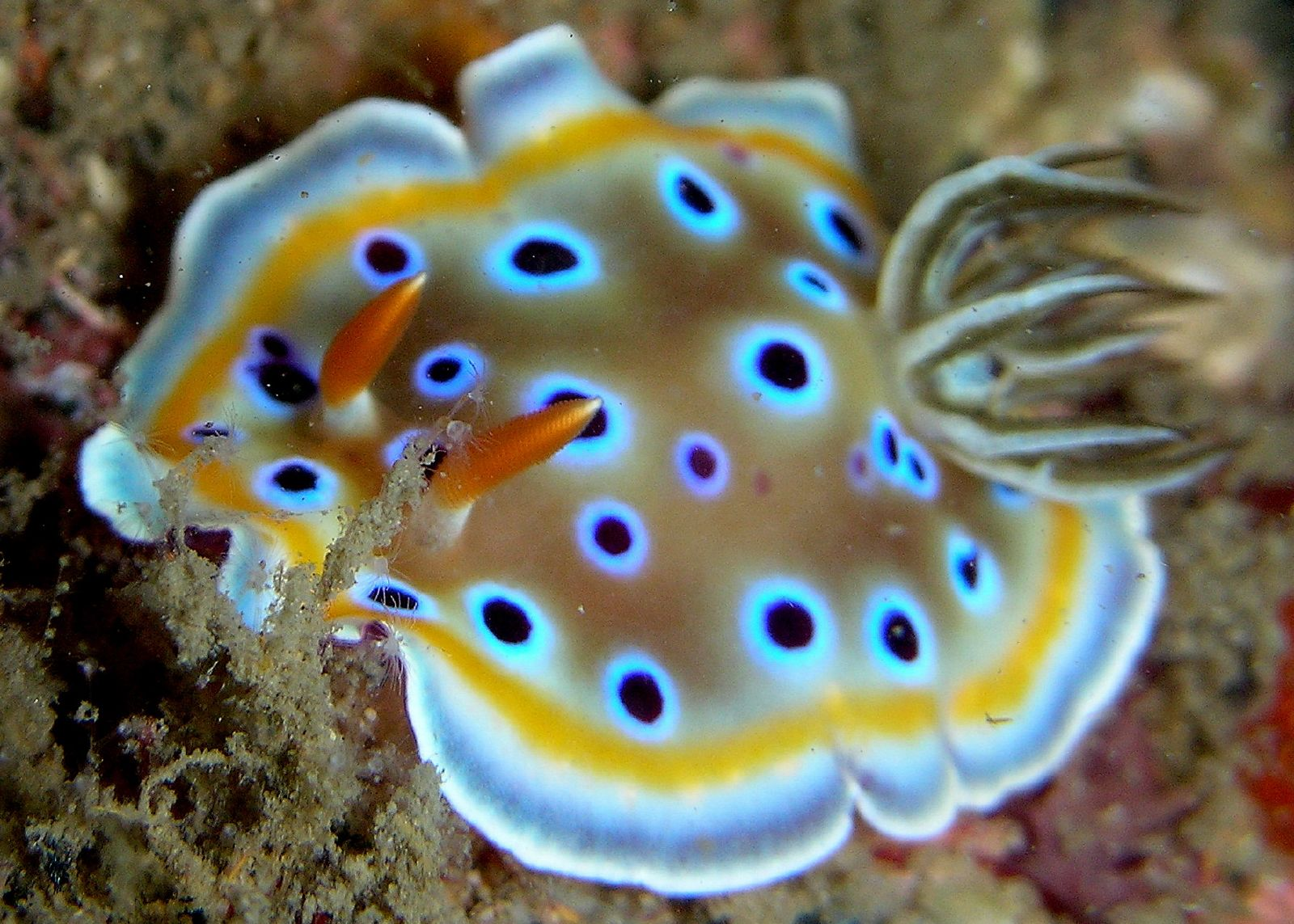
Goniobranchus geminus, un Chromodoridoidea.
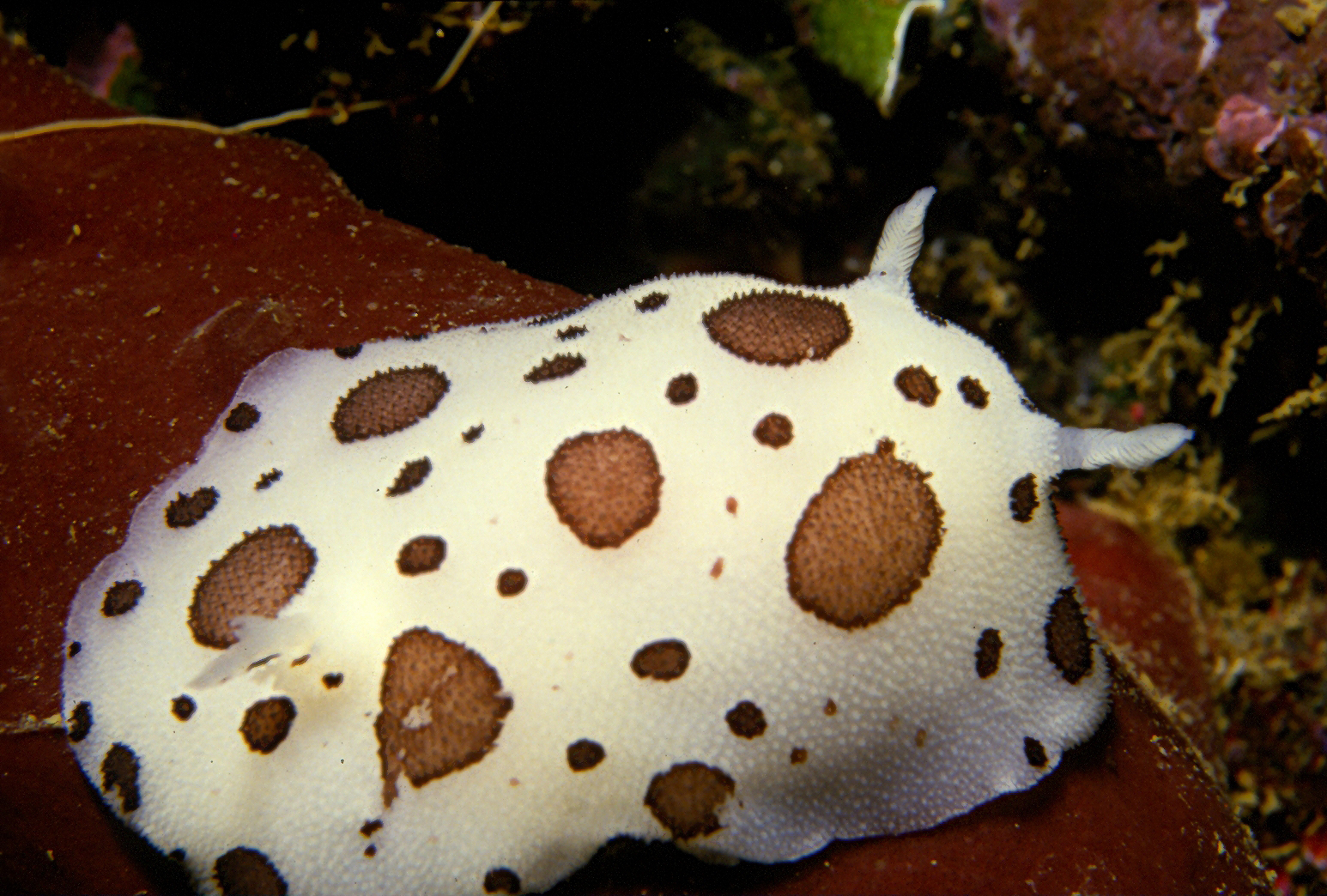
Peltodoris atromaculata, un Doridoidea.
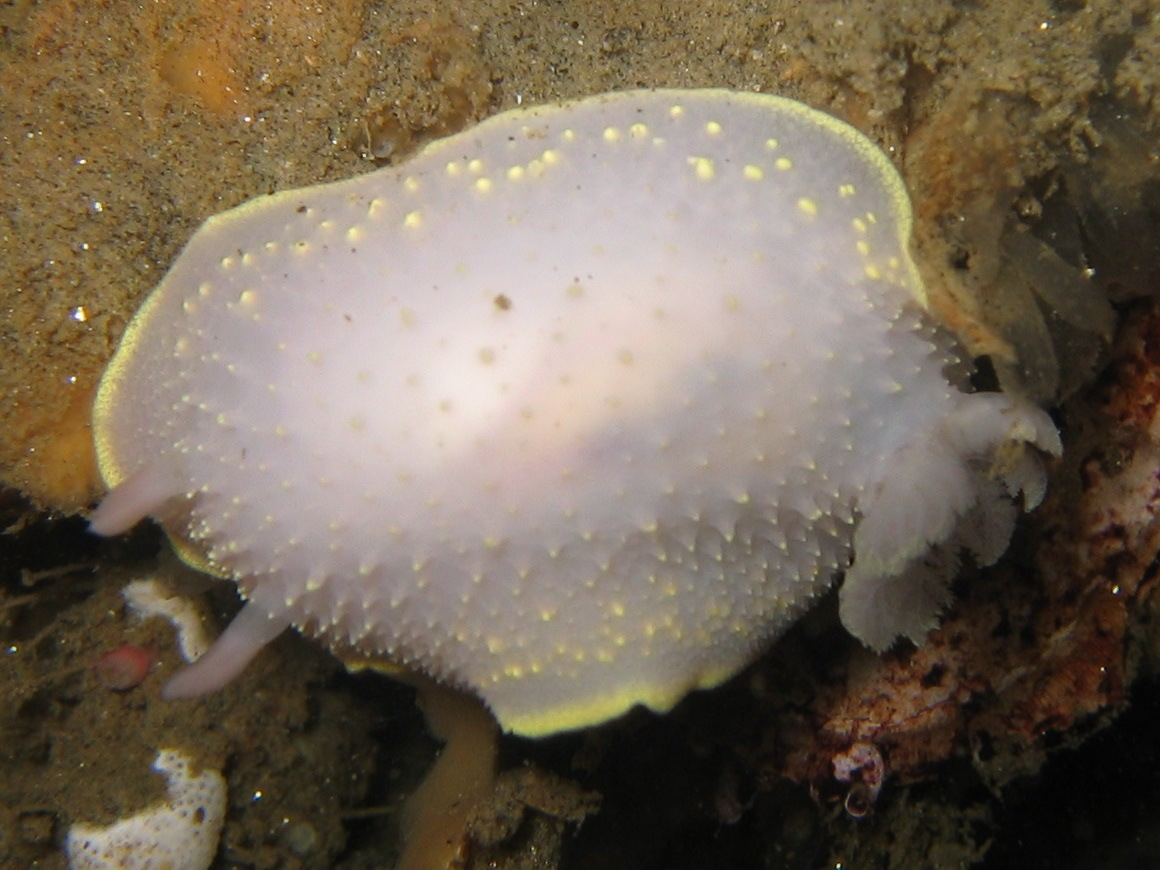
Acanthodoris hudsoni, un Onchidorididae.
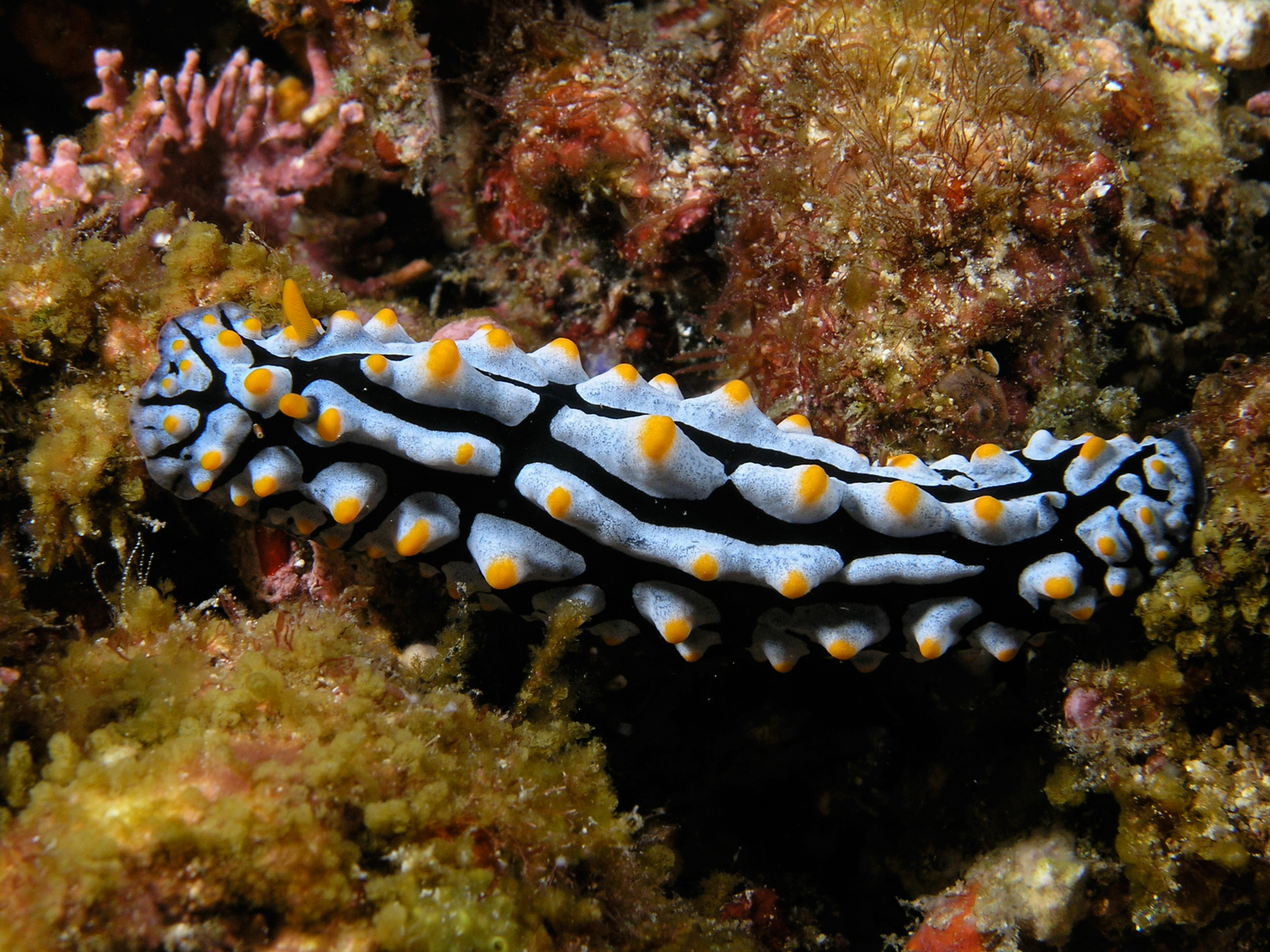
Phyllidia varicosa, un Phyllidiidae.
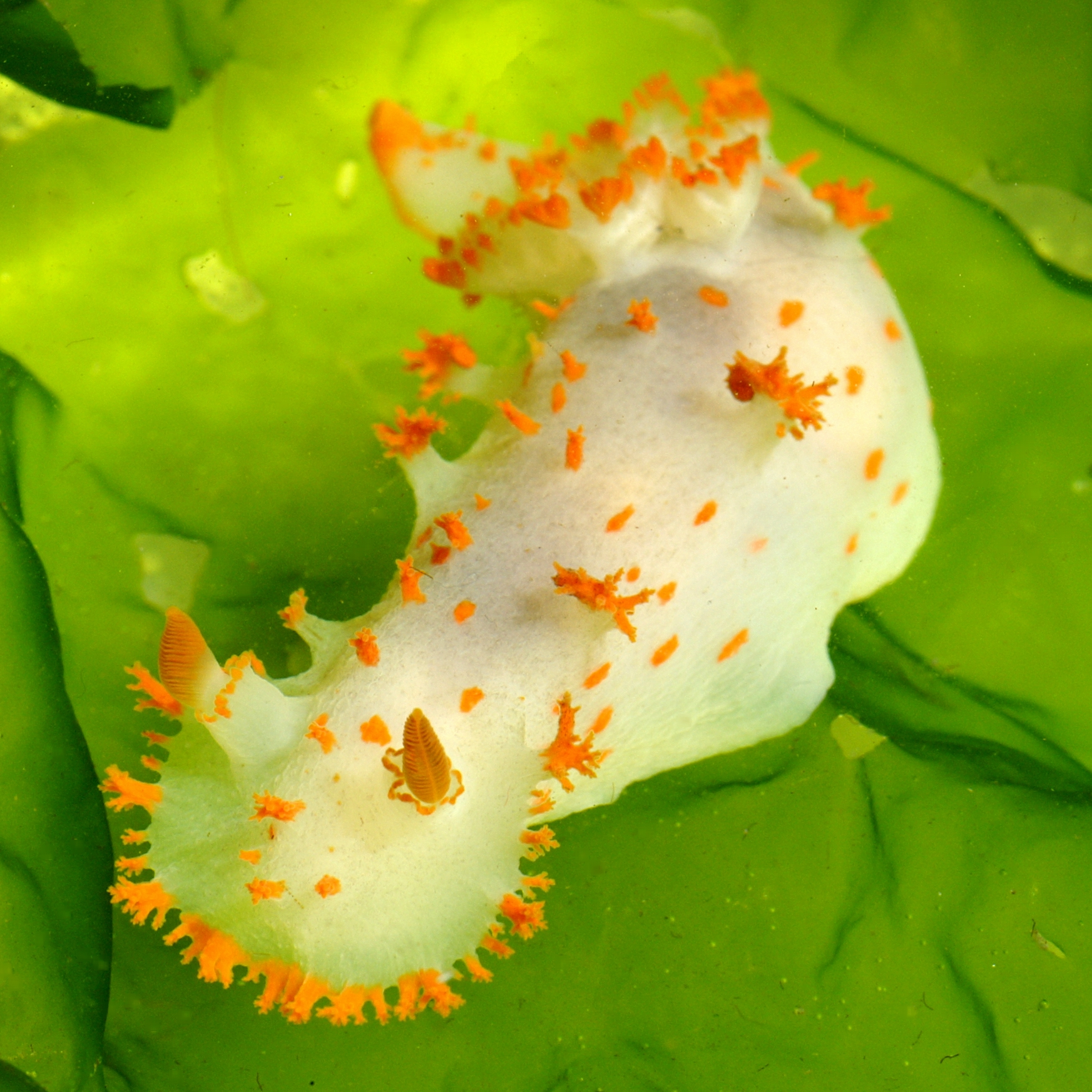
Triopha catalinae, un Polyceridae.